# Periodo ipotetico in greco antico
Il periodo ipotetico indipendente del greco antico, come quello italiano, è costituito da una proposizione condizionale retta da una proposizione principale. La principale è detta apòdosi, mentre la frase condizionale è detta pròtasi ed è introdotta da ("εἰ") nelle affermative, e da  ("οὐ" o anche "μή") nelle negative, che seguono εἰ.

## Formazione
Queste proposizioni ipotetiche sono introdotte dalla congiunzione εἰ, si possono presentare in quattro tipi, come "reali - eventuali - possibili - irreali", dunque quattro tipi; vale a dire la spiegazione della costruzione del periodo ipotetico greco. Il periodo si compone della proposizione reggente (l'apodosi) e la subordinata ipotetica ossia la protasi (così chiamata perché viene anteposta alla reggente), introdotta dalle particelle specifiche. Il periodo esprime la realtà o l'obiettività quando ha la congiunzione εἰ in relazione all'indicativo di qualsiasi tempo, soprattutto nell'apodosi. 
Il secondo valore dell'eventualità presenta un congiuntivo eventuale accompagnato dalla particella ἄν, e contraendosi con la congiunzione, può dare la resa di εάν; nell'apodosi si ha l'uso indicativo, ma si può usare anche un ottativo obliquo con valore iterativo. La terza resa della possibilità presenta congiunzione εἰ accompagnata dall'ottativo, mentre nell'irrealtà la congiunzione è accompagnata all'indicativo dei tempi storici, i tempi storici della protasi possono indicare un'ipotesi irreale, sia nel presente che nel passato e usano vari tempi greci. Il periodo ipotetico greco può essere indipendente o dipendente, se quest'ultimo dipende da un'altra proposizione: la protasi rimane alterata, oppure mantiene l'ottativo obliquo in presenza di tempi storici; le proposizioni della possibilità e dell'irrealtà rimangono sempre inalterate.
- Periodo ipotetico dell'oggettività o realtà (I tipo): l'azione della proposizione principale o reggente si compirà sicuramente, dunque il I tipo esprime la certezza e la realtà: la protasi introdotta dalla particella εἰ (nella negazione si aggiunge μή) ammette tutti i tempi dell'indicativo, soprattutto il futuro, l'apodosi può avere l'indicativo, il congiuntivo esortativo, l'ottativo potenziale, l'imperativo o un aggettivo verbale in -τεός.

- Periodo ipotetico dell'eventualità (II tipo): esprime l'eventualità nella protasi, e la realtà nell'apodosi: se l'eventualità riguarda un'azione da compiersi in futuro, sarà introdotta da ἐάν + congiuntivo presente o aoristo per i tempi storici, mentre l'apodosi ha l'indicativo futuro, oppure un imperativo presente. Se l'eventualità riguarda l'azione passata, la protasi è introdotta da ἐι + ottativo presente o aoristo, l'apodosi ha l'indicativo di un tempo storico (solitamente si preferisce l'imperfetto); si esprime l'azione iterata.

- Periodo ipotetico della possibilità (III tipo): l'azione della protasi è data come possibile, così pure la sua conseguenza, e si rende con ἐι + ottativo, mentre l'apodosi ha l'ottativo + ἄν; per la negazione si usa la particella οὐ.

- Periodo ipotetico dell'irrealtà (IV tipo): l'ipotesi dell'azione si presenta come irreale rispetto a un fatto vero, sia presente che passato: la protasi è introdotta da ἐι + indicativo di un tempo storico, e così sarà pure l'apodosi con l'accompagnamento della particella ἄν, che come negazione οὐ.